# ويليام والاس كوري
ويليام والاس كوري هو سياسي كندي، ولد في 16 يونيو 1865، وتوفي في 21 سبتمبر 1943.